# Catabena miscellus
Catabena miscellus är en fjärilsart som beskrevs av Augustus Radcliffe Grote 1873. Catabena miscellus ingår i släktet Catabena och familjen nattflyn. Inga underarter finns listade i Catalogue of Life.